# El Chema
El Chema es una serie de televisión estadounidense producida por Argos Comunicación para Telemundo en 2016. Es un spin-off de la serie El señor de los cielos. 
Está protagonizada por Mauricio Ochmann como "El Chema" y Mariana Seoane, y cuenta con las participaciones antagónicas de Julio Bracho,  Sergio Basañez e Itatí Cantoral.

## Sinopsis
La telenovela reinventa la vida del narcotraficante Joaquín Guzmán Loera "El Chapo", aunque toma elementos ficticios para el desarrollo del personaje de El Chema.
El Chema cuenta la historia de cómo el Chema Venegas (Mauricio Ochmann) empezó en el crimen organizado y subió por las filas para convertirse en la cabeza del cartel que dirige en la serie El Señor de los Cielos. El Chema empezó a violar la ley a una edad temprana, transportando marihuana a través de la frontera entre Estados Unidos y México cuando era un niño. Poco a poco, trabajó su camino hasta convertirse en un líder exitoso y hábil, ganando su lugar a través del derramamiento de sangre y la brutalidad, en la historia del tráfico de drogas. Desde que era un joven, El Chema ha sido uno de los enemigos públicos más importantes tanto de los gobiernos de los Estados Unidos como de México.

## Elenco

### Principales
- Mauricio Ochmann como  José María "Chema" Venegas Mendivil
- Itatí Cantoral como Blanca Lovato
- Mariana Seoane como María Isabel "Mabel" Castaño Vda. de Roberts
- Julio Bracho como Ricardo Almenar Paiva
- Sergio Basañez como Tobías Clark
- Arcelia Ramírez como Elvira Mendivil
- Leonardo Daniel como Alfredo "Feyo" Aguilera
- Fernando Noriega como Eutimio "Rojo" Flores
- Alexandra de la Mora como Inés Clark
- Francisco de la O como Gary Roberts
- Carla Carrillo como Amanda Almenar Lovato
- Gustavo Egelhaaf como Saúl Clark
- Jorge Luis Vázquez como Fabricio Ponce
- Alberto Casanova como Coronel Israel Centeno
- Guillermo Quintanilla como Isidro Robles Urdieta
- Ari Brickman como Jeremy Andrews "el Güero de la DEA"
- Pablo Bracho como Don Joaquín Venegas
- Fernando Solórzano como Óscar Cadena
- Sebastián Caicedo como el Tostao Yepes / Eleazar Yepes
- Luis Yeverino como Benito Narváez
- Hiromi Hayakawa como Lucy Li
- Julieta Grajales como Regina Campo
- Jorge Cárdenas como Carlos Rodríguez "Pelusa"
- Pilar Fernández como Martha
- Adrián Rubio como Freddy Torres
- Daniel Rascón como El Toro
- Alexander Holtmann como Leslie Carroll
- Juan Ignacio Aranda como Ramiro Silva de la Garza
- Héctor Molina como Jesús Morillo Juárez
- Carlos Balderrama como José Manuel Castillo "Manny"
- Pedro Giunti como Agente Jefe López
- Iñaki Goci como el Triste
- Mauricio Rousselon como Ernesto
- Adolfo Madera como Agente Trejo
- Dale Carley como Jefe Jones

### Recurrentes e invitados
- Gerardo Arturo como Damian Paiva
- Everardo Arzate como Raymundo Paiva
- Karla Carrillo como Salma Vidal Fernández[3]
- Luis Gerónimo Abreu como Nelson Martínez "El Veneco"
- Rodrigo Abed como César Silva de la Garza "Presidente 60"
- Bianca Calderón como Roxana Mondragón
- Marco Pérez como Guadalupe Robles Urdieta
- Anai Urrego como Lorelay "Lay" Cadena
- Carmen Aub como Rutila Casillas Letrán
- Carlos Puente como Pompeyo
- Rafael Amaya como Aurelio Casillas[4]
- Jesús Moré como Omar Terán Robles "Presidente 64"
- Lambda García como Nerio Pereira
- Isela Vega como Doña Celia
- Luisa Huertas como Doña Nelly
- Plutarco Haza como Dalvio Navarrete "El Ingeniero"
- Jorge Luis Moreno como Víctor Casillas Jr. "El Chacortita"
- Lorena del Castillo como Oficial Evelyn García
- Iván Tamayo como Jorge Elías Salazar
- Vanessa Villela como Emiliana Contreras
- Juan Ríos Cantú como General Daniel Jiménez Arroyo "El Letrudo"
- Javier Díaz Dueñas como Don Anacleto "Cleto" Letrán
- Claudia La Gatta como Alina Martínez
- Fernanda Castillo como Mónica Robles Urdieta
- Iván Arana como Ismael Casillas Guerra
- Alejandro López como El Super Javi
- Wendy de los Cobos como Aguasanta "Tata" Guerra
- Rossana Nájera como Auristela Durán
- Scarlet Gruber como Joven Blanca
- Alejandro Speitzer como Joven Ricardo Almenar Paiva
- Ana Jimena Villanueva como Verónica Cortés

## Producción
La telenovela se basa en una historia ficticia y no está relacionada con la vida del Chapo Guzmán.
Telemundo confirmó el 15 de mayo de 2016 que la telenovela sería un spin-off basado en el personaje del actor Mauricio Ochmann: "El Chema" . El 21 de septiembre de 2016, Telemundo confirmó que la producción comenzó oficialmente. Telemundo lanzaría videos exclusivos de la web el 15 de noviembre de 2016 explicando la historia de fondo del personaje del título incluyendo la vinculación en la última aparición del personaje del título en El señor de los cielos al inicio de los eventos del spin-off.
La actriz y cantante Mariana Seoane compuso canciones para la telenovela. Itatí Cantoral también confirmó su participación en la telenovela en un rol de villana. Mariana Seoane e Itatí Cantoral son más conocidas por sus trabajos para Televisa.

## Premios y nominaciones

### Premios Tu Mundo 2017
| Categoría             | Nominado (a)                      | Resultado |
| --------------------- | --------------------------------- | --------- |
| Mejor súper serie     | El Chema                          | Nominada  |
| Protagonista favorito | Mauricio Ochmann                  | Nominado  |
| La mala más buena     | Mariana Seoane                    | Nominada  |
| El malo más bueno     | Sergio Basañez                    | Nominado  |
| Actriz Favorita       | Itatí Cantoral                    | Nominada  |
| La pareja perfecta    | Mauricio Ochmann y Mariana Seoane | Nominados |